# Об исцелении от любви
«Об исцелении от любви» — условное название стихотворения римского поэта Гая Валерия Катулла, включённого в состав посмертного сборника («Книги Катулла Веронского») под номером 76. Автор здесь обращается к самому себе с призывом разорвать с возлюбленной, так как любовь приносит только страдания. Считается, что речь здесь идёт о связи с Лесбией и что стихотворение подводит итог этого романа.
Центральная сентенция, «Долгую трудно любовь покончить внезапным разрывом», восходит к одной из комедий Менандра.